# Tašov
Tašov är en ort i Tjeckien.   Den ligger i regionen Ústí nad Labem, i den nordvästra delen av landet, 60 km norr om huvudstaden Prag. Tašov ligger 453 meter över havet och antalet invånare är 124.
Terrängen runt Tašov är lite kuperad.Runt Tašov är det tätbefolkat, med 331 invånare per kvadratkilometer. Närmaste större samhälle är Ústí nad Labem, 8,9 km nordväst om Tašov. Omgivningarna runt Tašov är en mosaik av jordbruksmark och naturlig växtlighet.